# Сілвеш
Сі́лвеш (порт. Silves; МФА: [ˈsiɫ.vɨʃ], Сі́лвиш) — муніципалітет і місто в Португалії, в окрузі Фару. Розташований у південній частині країни, на березі Атлантичного океану, на теренах історичної португальської провінції Алгарве. Належить до Фаруської діоцезії Католицької церкви в Португалії. Права міського самоврядування має з 1266 року. Поділяється на 6 парафій. За адміністративним поділом, чинним до 1976 року, був складовою провінції Алгарве. Площа муніципалітету — 680,06 км², населення муніципалітету — 37126 ос. (2011); густота населення — 54,59 осіб/км²
. Патрон — Діва Марія. Святковий день муніципалітету — 3 вересня. Поштовий індекс — 8300-8375. Код місцевої адміністративної одиниці — 0813. Складова статистичного регіону Алгарве.

## Географія
Сілвеш розташований на півдні Португалії, в центрі округу Фару.
Сілвеш межує на півночі з муніципалітетом Оріке, на північному сході — з муніципалітетом Алмодовар, на сході — з муніципалітетом Лоле, на південному сході — з муніципалітетом Албуфейра, на південному заході — з муніципалітетом Лагоа (Алгарве), на заході — з муніципалітетами Портіман і Моншіке, на північному заході — з муніципалітетом Одеміра.
На півдні омивається водами Атлантичного океану.
За колишнім адміністративним поділом місто належало до провінції Алгарве — сьогодні це однойменний регіон і субрегіон.

## Історія
Колишнє головне місто маврів (арабів-мусульман). За часів мусульманського панування, що тривало до XIII століття місто називалось Silb.
1188 року Сілвеш захопили війська португальського короля Саншу I. Він укріпив місто й збудував для його захисту Сілвешський замок. Проте вже 1190 року Сілвеш оточили мавританські сили халіфа Абу Юсуфа Якуба аль-Мансура і відвоювали його наступного 1191 року. Португальський король не зміг захистити міста через напад Леонського королівства на півночі Португалії.
1266 року португальський король Афонсу III надав Сілвешу форал, яким визнав за поселенням статус містечка та муніципальні самоврядні права.

## Населення
| Кількість мешканців | Кількість мешканців | Кількість мешканців | Кількість мешканців | Кількість мешканців | Кількість мешканців | Кількість мешканців | Кількість мешканців | Кількість мешканців | Кількість мешканців | Кількість мешканців | Кількість мешканців | Кількість мешканців | Кількість мешканців | Кількість мешканців |
| ------------------- | ------------------- | ------------------- | ------------------- | ------------------- | ------------------- | ------------------- | ------------------- | ------------------- | ------------------- | ------------------- | ------------------- | ------------------- | ------------------- | ------------------- |
| 1864                | 1878                | 1890                | 1900                | 1911                | 1920                | 1930                | 1940                | 1950                | 1960                | 1970                | 1981                | 1991                | 2001                | 2011                |
| 18 996              | 22 860              | 26 096              | 29 598              | 31 790              | 32 433              | 34 461              | 36 333              | 37 705              | 33 368              | 25 838              | 31 389              | 32 924              | 33 830              | 37 126              |

## Парафії
1. Алгож (порт. Algoz)
2. Алкантарілья (порт. Alcantarilha)
3. Армасау-де-Пера (порт. Armação de Pêra)
4. Пера (порт. Pêra)
5. Сан-Бартоломеу-де-Месінеш (порт. São Bartolomeu de Messines)
6. Сан-Маркуш-да-Серра (порт. São Marcos da Serra)
7. Сілвеш (порт. Silves)
8. Тунеш (порт. Tunes)

## Економіка, побут, транспорт
Економіка району головним чином представлена туризмом. Паралельно розвиваються транспорт, торгівля, будівництво та промисловість. На території муніципалітету знаходяться 4 пляжі (порт. Praia de Armação de Pêra, Praia dos Pescadores, Praia Grande Oeste, Praia Grande Este).
Місто як і муніципалітет в цілому має добре розвинуту транспортну мережу: з'єднане з Фару швидкісною автомагістраллю А-22 (відоміша як «Via do Infante») та національною автомобільною дорогою N-125, з Лісабоном — A-2 та IC-1. Сілвеш має залізничну станцію приміського сполучення на Лінії Алгарве.

## Туризм
Серед архітектурних пам'яток особливий інтерес викликають дві фортеці — мавританська фортеця 11 ст. у Сілвеші і в Алкантарільї (порт. Castelo de Silves, Castelo de Alcantarilha), собор в Сілвеші (порт. Sé de Silves).

## Персоналії
- Мар'ям бінт Абу Якуб аш-Шільбі (д/н — 1020) — арабомовна поетеса Х-ХІ століття з Аль-Андалусу.

## Галерея

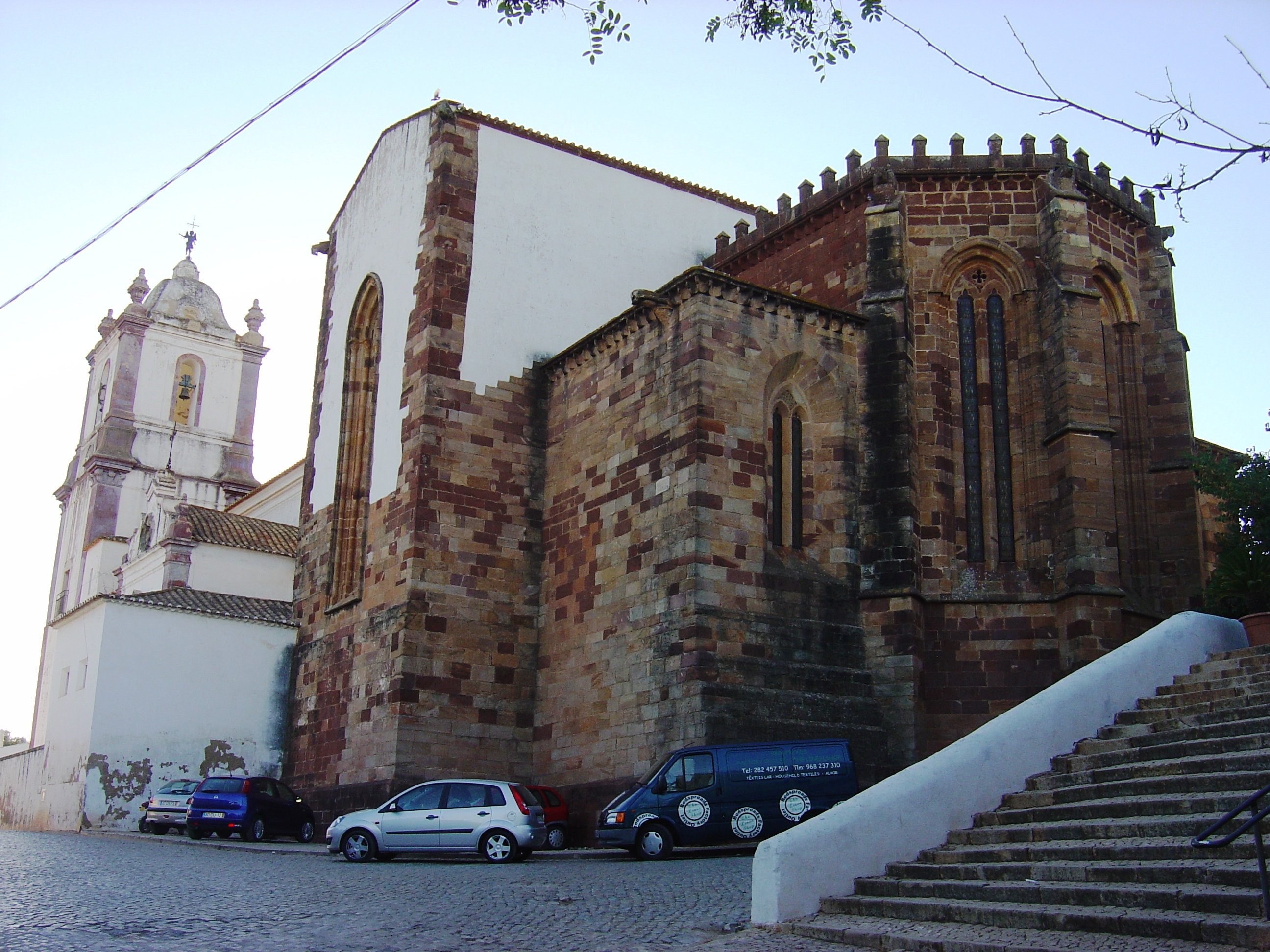
Собор
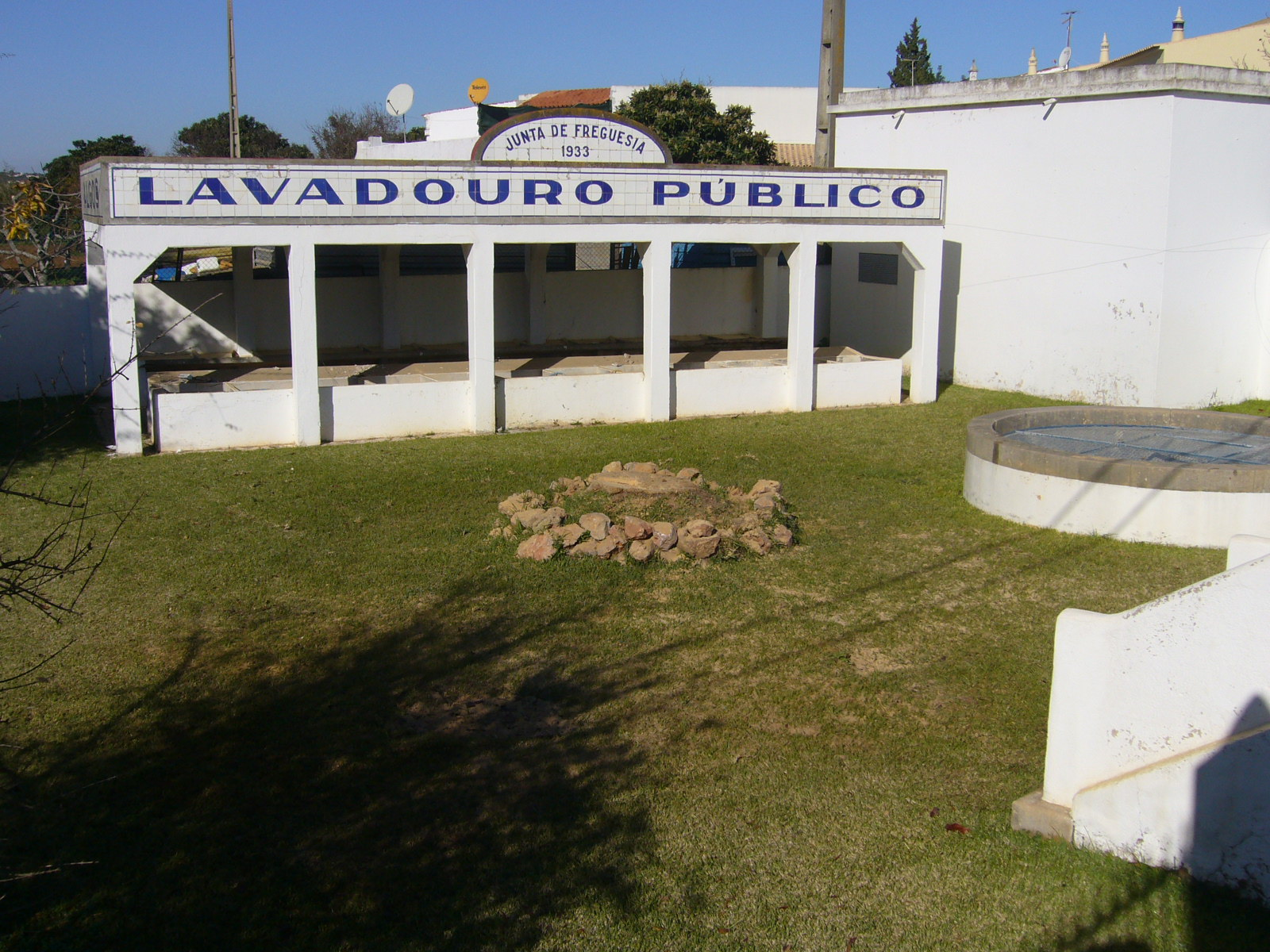
Громадська пральня